# Нижняя Дубровка (Тверская область)
Нижняя Дубровка (также Сибирь) — русская деревня в Селижаровском районе Тверской области. В составе Дмитровского сельского поселения, до 2013 года входила в состав Максимковского сельского поселения.
Входит в число населённых пунктов района, хотя в ней нет ни жителей, ни домов. Но юридически деревня продолжает жить, и, можно, купив участок, строить дом и требовать от власти обеспечения населённого пункта инфраструктурой, хотя бы электричеством.
Находится на стыке трех районов (Селижаровского, Нелидовского и Оленинского), в 44 километрах к югу от районного центра Селижарово, до центра поселения деревни Максимково — 19 км по прямой.
Располагалась на обоих берегах реки Тудовка, был? деревянный мост через реку.
Если на реке Тудовка будет построена Центральная ГАЭС, место, где располагалась деревня, скорее всего будет затоплено.

## История
По реке Тудовке (Молодой Туд) в этом месте проходила граница между Тверской и Смоленской губерниями, основная часть деревни всегда располагалась на левом (Тверском) берегу.
Рядом, чуть выше по реке, была деревня Верхняя Дубровка (второе название — Тереховка). Обе деревни относились к Спасскому приходу (погост Спас-Перебор) Ржевского уезда.
По данным 1859 года деревня Нижняя Дубровка (Сибирь) при реке Молодом Туду имела 8 дворов и 80 жителей. Она входила в состав имения, приписанного к странноприимному дому графа Шереметьева в Москве (то есть дом содержался на доходы от этого имения).
Во второй половине XIX — начале XX века деревня относилась к Пыжевской волости Ржевского уезда Тверской губернии и чаще именовалась как Сибирь.
В 1940-е годы деревня Сибирь (16 дворов), центр Ново-Сибирского сельсовета Молодотудского района Калининской области.
Во время Великой Отечественной войны оккупирована в октябре 1941 года, освобождена в январе 1942 года. До марта 1943 оставалась прифронтовой, бои Ржевской битвы проходили в 8-10 км южнее. На войне погибли 7 жителей деревни.

## Известные жители
- Румянцев, Иван Дмитриевич (1919—1993) — артиллерист, полный кавалер ордена Славы.